# Velvet Assassin
Velvet Assassin – gra komputerowa z gatunku skradanek wydana przez SouthPeak Games 30 kwietnia 2009 roku na system Microsoft Windows i konsolę Xbox 360. Podczas produkcji gra była znana pod tytułem roboczym Sabotage. Na podstawie gry planowany jest film w reżyserii Uwe Bolla.
Akcja rozgrywa się podczas II wojny światowej, a gracz steruje Violette Summer – brytyjską agentką. Fabuła gry została oparta na losach autentycznego szpiega, Violette Szabo.
Gra otrzymała przeciętne noty od recenzentów, którzy stwierdzili, że gra ma w sobie potencjał, jednak błędy w rozgrywce niszczą atmosferę skradania.

## Rozgrywka
Gracz steruje agentką Violette widzianą z perspektywy trzeciej osoby, poruszającą się po zamkniętych poziomach. Sama rozgrywka jest nastawiona na pozostawaniu w cieniu, dzięki czemu możliwe jest omijanie wrogów lub zabijanie ich po cichu.
Po użyciu przez bohaterkę morfiny, w grze na chwilę zatrzymywany jest czas, a gracz może zabić wrogów lub ukryć się. Postać gracza może ulepszyć swoje umiejętności po uprzednim zdobyciu odpowiedniej liczby przedmiotów rozlokowanych w świecie gry.